# Muscolo pronatore rotondo
Il muscolo pronatore rotondo fa parte dei muscoli del primo strato della regione anteriore dell'avambraccio ove è anche il più laterale.

## Origini e inserzione
Origina per mezzo di due capi:
-  capo epicondilare o omerale: epicondilo dell'omero e setto intermuscolare mediale;
- capo ulnare: processo coronoideo dell'ulna; è il capo posto più in profondità.
Tra i due capi decorre il nervo mediano. I fasci muscolari si portano verso il basso e lateralmente attraversando obliquamente l'avambraccio. Grazie a questo particolare decorso, detto muscolo è stato definito da Winslow come pronatore obliquo.
Si inseriscono sulla superficie laterale centrale del radio per mezzo di un tendine piatto.

## Azione
Insieme al pronatore quadrato, agisce come pronatore (per esemplificare la pronazione: radio ed ulna da un decorso parallelo in posizione anatomica passano ad incrociarsi) dell'avambraccio e partecipa, inoltre, anche alla flessione del gomito quando l'avambraccio è pronato.

## Innervazione e vascolarizzazione
È innervato dal nervo mediano (C6, C7), con due rami separati per i due capi.
È vascolarizzato dai rami muscolari dell'arteria radiale.

## Galleria d'immagini

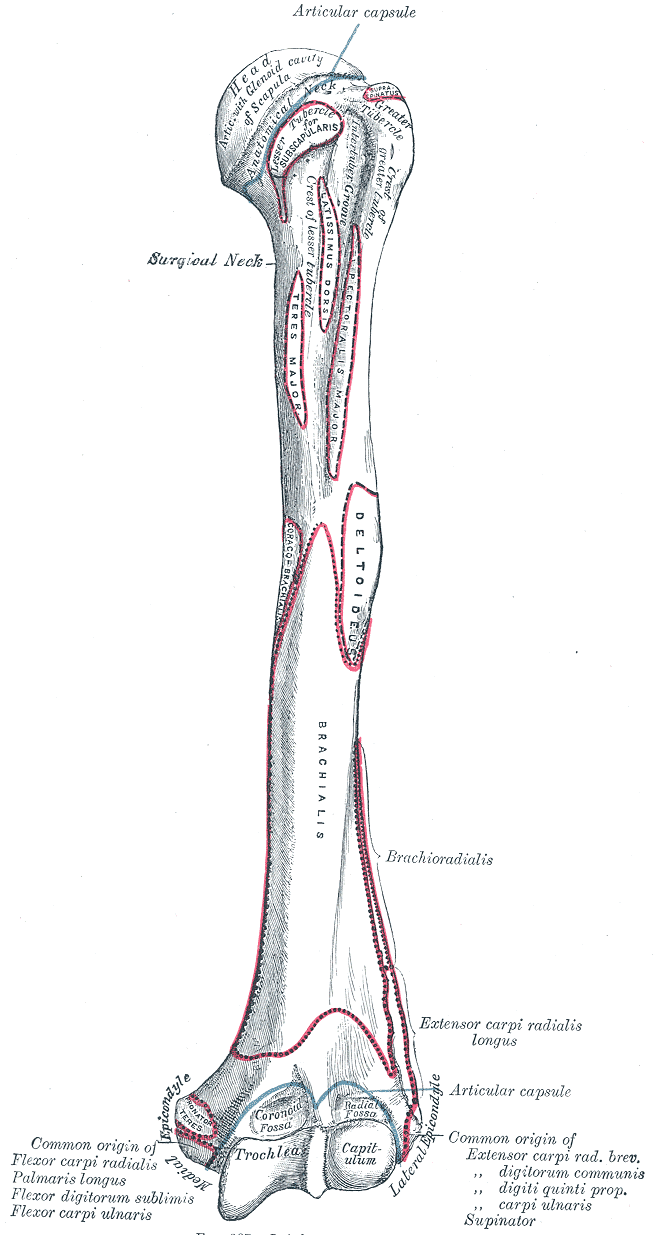
Omero sinistro. Vista anteriore.
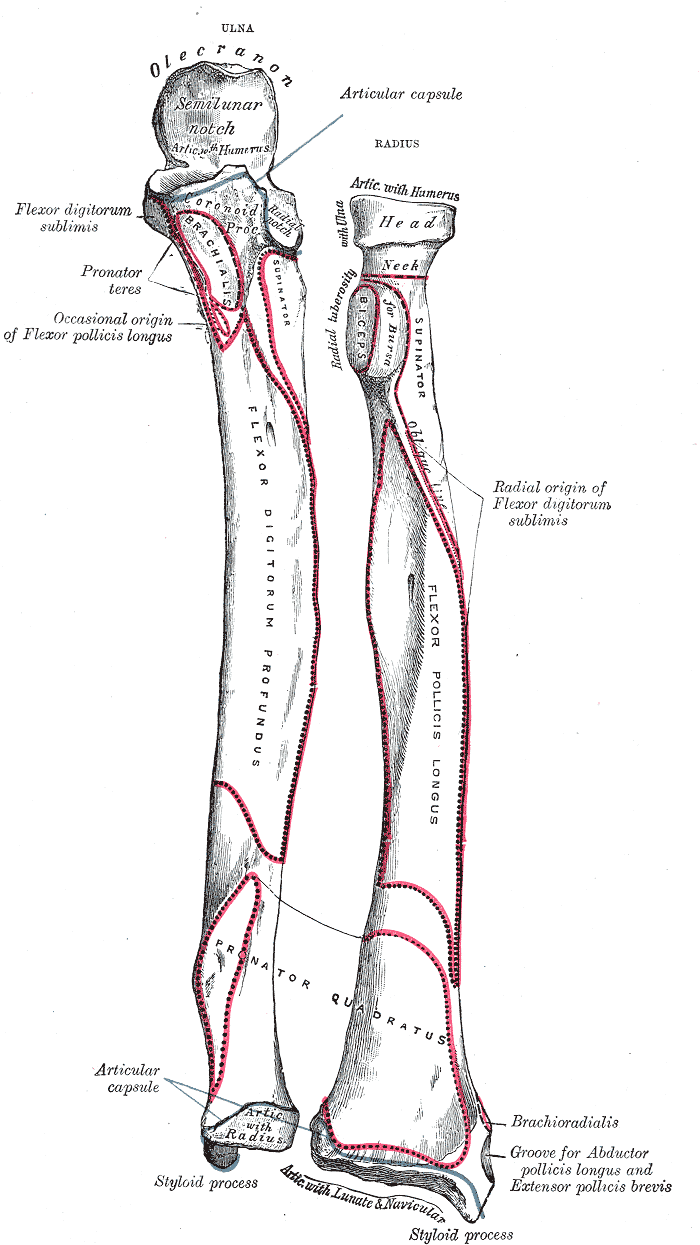
Osso dell'Avambraccio sinistro. Aspetto anteriore.
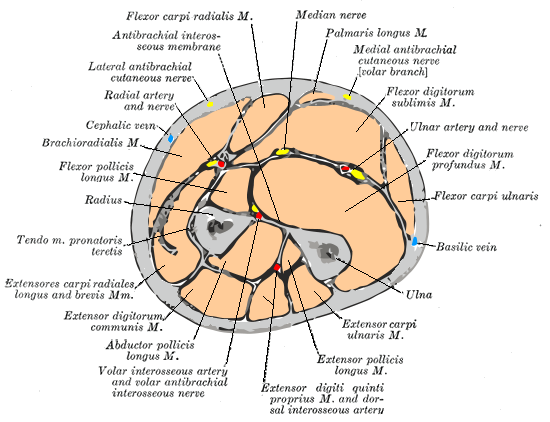
Sezione trasversale a metà dell'avambraccio.
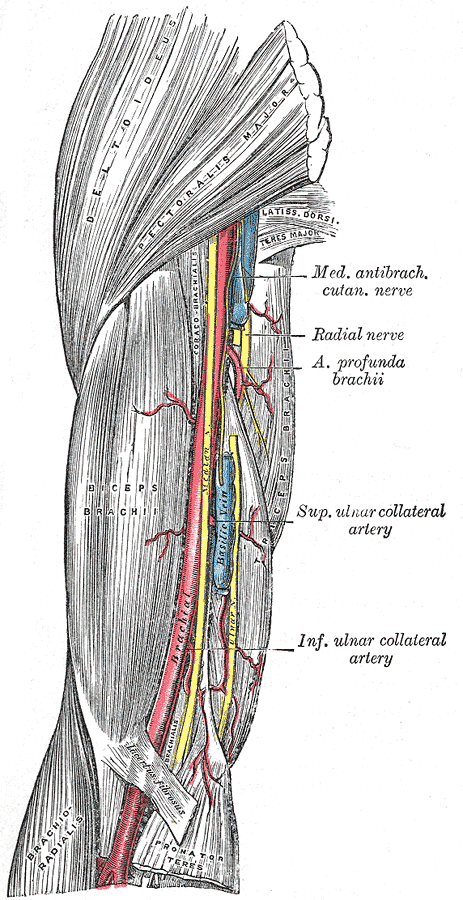
L'Arteria brachiale.
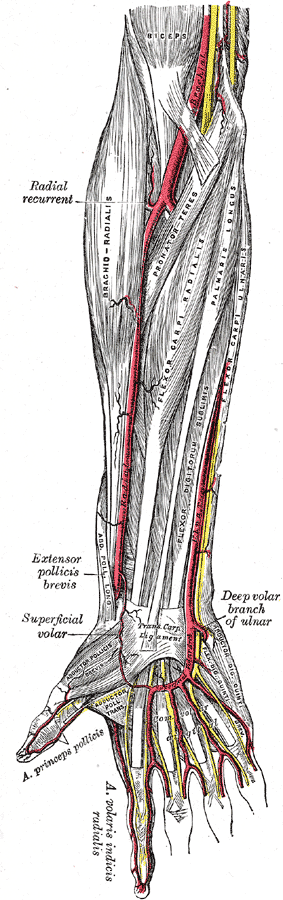
L'Arteria ulnare e radiale.